# ميخائيل أوربانو
ميخائيل أوربانو (بالإنجليزية: Michael Urbano)‏ هو منتج أسطوانات وعالم حاسوب ومبرمج أمريكي، ولد في 19 مارس 1961 في ساكرامنتو في الولايات المتحدة.

## وصلات خارجية
- ميخائيل أوربانو على موقع IMDb (الإنجليزية)
- ميخائيل أوربانو على موقع ميوزك برينز (الإنجليزية)
- ميخائيل أوربانو على موقع أول ميوزيك (الإنجليزية)
- ميخائيل أوربانو على موقع أول ميوزيك (الإنجليزية)
- ميخائيل أوربانو على موقع ديسكوغز (الإنجليزية)